# Cine Teatro Español
El Cine Teatro Español, situado en Comodoro Rivadavia, ostenta ser un hito arquitectónico y cultural, no solo para su ciudad sino también para la región. Fue declarado Bien de Interés Histórico Artístico en diciembre del año 2007.

## Historia

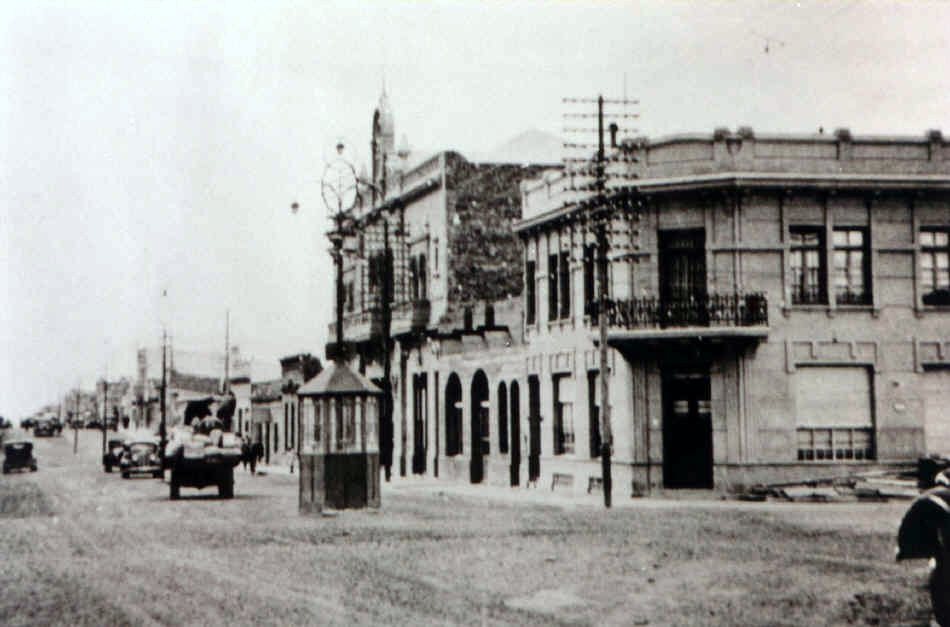
El edificio en sus primeros años

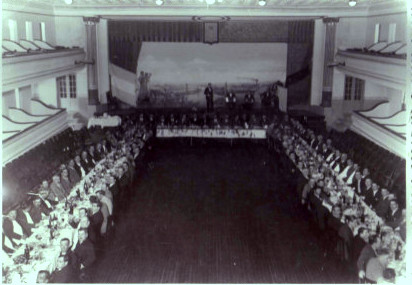
Acto de inauguración del cine teatro Español

Previa a la existencia del Teatro Español había un bar muy concurrido por la comunidad. Entre las personalidades más reconocidas que concurrían estuvo  Saint Exupéry. Aviador - escritor que asistía a tomar su café, cada vez que le tocaba sobrevolar los cielos de Comodoro. Con los años siguientes ese importante lugar fue pensado para albergar el importante edificio cultural actual.
Para entender su singular historia y características arquitectónicas, es necesario hacer notar que los inmigrantes españoles pese a las limitaciones económicas de la época, llegaron a destacarse notablemente en la ciudad de Comodoro Rivadavia, ello por su empuje y organización, creando en los primeros años del siglo XX un verdadero sistema de seguridad social y ayuda mutua, donde la visión y convicción de los socios que fundaron en 1910 la «Asociación Española de Socorros Mutuos de Comodoro Rivadavia». Este poder organizativo no solo la convirtió en una entidad pionera en la Patagonia, sino que fue determinante en la construcción de esta verdadera maravilla arquitectónica, que desde su construcción e inauguración ocurrida en el año 1934, se transformó en el teatro histórico de la ciudad de Comodoro Rivadavia.
La influencia de la inmigración española fue realmente notoria y la concreción del teatro fue su baluarte cultural, constituyendo el edificio uno de los de mayor jerarquía y belleza arquitectónica de la zona.
El Teatro Español de Comodoro Rivadavia tiene un lugar emblemático en la historia del teatro y cine de la Patagonia, epicentro de la epopeya iniciada por Don Roque González, fundador de la cadena de cines Coliseo. Funcionó en sus instalaciones el primer cine de la ciudad.
Las crónicas de la época relatan:

«El nuevo Teatro es exponente de progreso y cultura, toda una obra de arte, dotado de todas las comodidades que lo colocan al nivel de cualquiera de la ciudad de Buenos Aires” (La República, sábado 7 de julio de 1934).»

La institución tiene como antecedente de su tipo al Cine Teatro Astra que se fundó en septiembre de 1924 en esa localidad petrolera al norte de Comodoro.
El 25 de mayo de 1934 se inaugura oficialmente este edificio en adhesión a las fiestas patrias y el 7 de julio de ese mismo año, se realiza la primera función de cine por la empresa inquilina “Coliseo”. Se proyectó la película “El rey de los gitanos” con José Mojica y Rosita Montero.
El diario local “La República” dijo:

«Es el salón de espectáculos mejor dotado de todo el sur de la república».

El uso original de la planta alta se modificó en la década del 50, convirtiéndose en sede de la Asociación Española de Socorros Mutuos. En los años 70 se alteró la fachada del local de planta baja ya que se sustrajeron las molduras ornamentales y las carpinterías originales. No obstante, en la misma década se restauró totalmente el teatro y se refaccionaron y reciclaron los locales de la planta alta sin alterar su aspecto exterior.

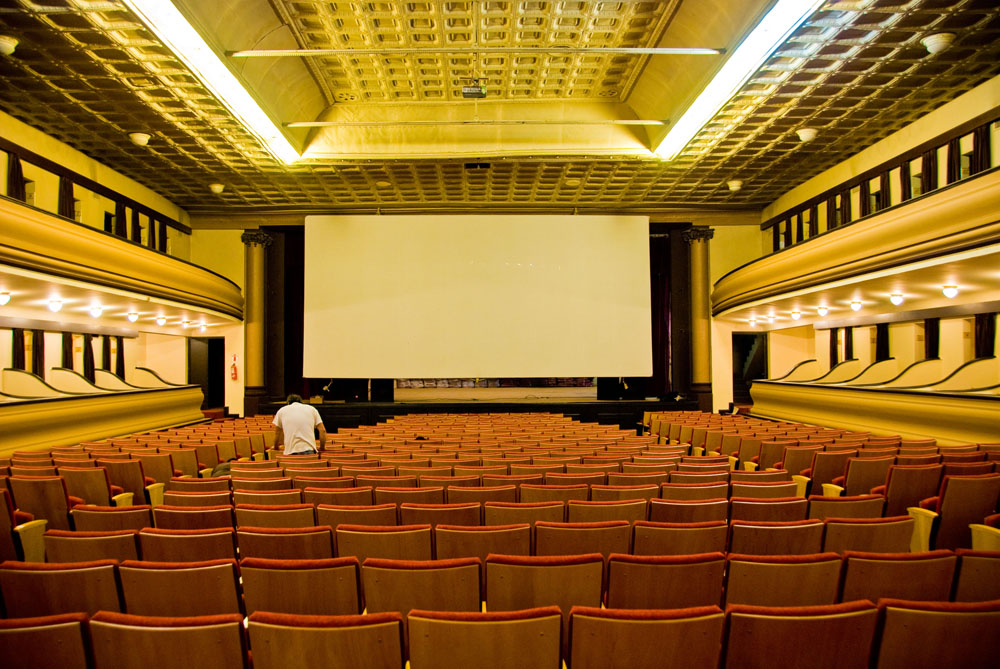
El cine teatro tras la restauración.

El «Español» tuvo un papel transcendental en la vida de los comodorenses, dado que 1993, luego de seis años sin cines funcionando en la ciudad, fue nuevamente epicentro de la reapertura de esta actividad como cine teatro bajo la gestión y la visión de Diego Gastón Ergas, actual responsable de su funcionamiento junto a su hermano y socio Claudio Ergas. También, se reabrió el espacio del Cine Teatro Español para eventos de instituciones comodorenses.
En 1994, se reconstruyó la fachada alterada de la planta baja, recomponiendo las molduras y recuperando las carpinterías originales. Las puertas principales de acceso a la sala del teatro fueron reemplazadas por carpintería de madera (las originales eran de hierro con rejas), al igual que las de acceso al foyer. Las butacas de la sala teatral no son las originales y en la última década se le adicionó iluminación exterior.
La Comisión Evaluadora del Patrimonio Histórico, Cultural y Natural de la ciudad de Comodoro Rivadavia, creada por Ordenanza Municipal N.º 2625/85, elaboró la ficha técnica del Teatro Español para el relevamiento nacional de salas de teatro de valor patrimonial, organizado por la Comisión Nacional de Museos, Monumentos y Legares Históricos, y fue la base que determinó la inclusión de esta obra en el Registro Provincial de Sitios, Edificios y Objetos de Valor Patrimonial, lo cual fue decidido por el Poder Ejecutivo de la Provincia del Chubut a través del decreto 1654/02.
Asimismo, la Ordenanza 8432/05 del 21 de julio de 2005, declaró al edificio del Cine Teatro Español “Patrimonio Histórico” de la ciudad.
El senador Marcelo Guinle comienza los esfuerzos para el reconocimiento nacional. El mismo se obtuvo en diciembre del año 2006, donde finalmente fue declarado Monumento Histórico Nacional.
Desde su triunfante reapertura este espacio luego de varios años de arduo funcionamiento y trabajo en la actividad, empieza a restaurarse por la empresa Sudestada, su concesionaria. Para ello convocó a la Arq. Marina Villelabeitíaa quien encargó el proyecto de Restauración Edilicia y puesta en Valor de esta joya de nuestra Ciudad, dicho proyecto planteado en etapas, cuenta con un exhaustivo estudio histórico y de archivo para las argumentaciones que evaluaron oportunamente poner de manifiesto y consideración en este trabajo profesional que tiene como objetivo actualizar y modernizar el espacio respetando sus características originales de arquitectura.
Para 2010 se inició nuevas refacciones y restauraciones del edificio Cine Teatro Español de Comodoro Rivadavia. Las mismas se basan en primera etapa en el acondicionamiento de la sala para brindar un mayor confort. En fines de mayo todas las butacas fueron cambiadas; la calefacción reparada; se ejecutaron modificaciones significativas instalándose luces, apertura de telones, bambalinas, piso del escenario y el escenario estaba reacondicionado.
Gastón Ergas, concesionario del cine dijo:

«Más que una lavada de cara esta es la primera etapa de la refacción y restauración del teatro de la que participa un equipo de gente muy importante, expertos de todo el país, junto a la Asociación Española y el municipio».

Como resultado de las obras de 2010 el edificio fue totalmente remodelado con el objetivo de actualizar y modernizarlo respetando sus características arquitectónicas originales.
Hasta la fecha el esfuerzo de la empresa privada (que administra y lucra con el cine y el teatro) y la voluntad de la asociación de socorros mutuos (su propietaria), permitieron brindar a la comunidad servicios de teatro y cine dentro de un monumento histórico Municipal, Provincial y Nacional, se espera de continuar con las gestiones ante los organismos culturales correspondientes respuestas concretas y positivas para la conservación y puesta en valor, no solo de su materialidad edilicia, sino de una confluencia programática cultural acorde a la importancia de este edificio Histórico en la Patagonia.

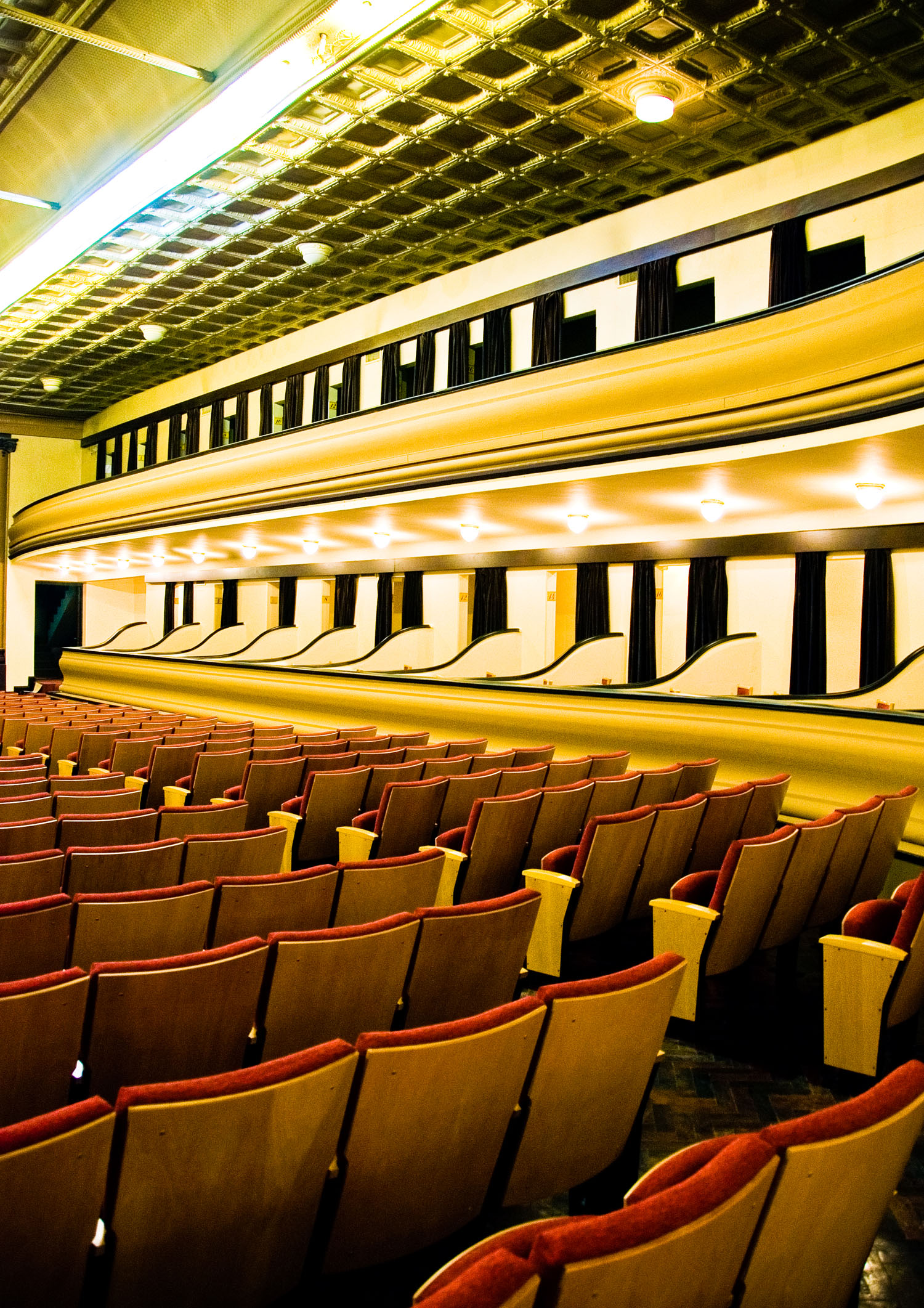
El cine teatro por dentro expone sus renovadas butacas, iluminación y palcos adornados.

## Valor y rasgos arquitectónicos
Según la descripción efectuada por la Arquitecta Marina Villelabeitia, el Teatro Español es una obra con una imagen ecléctica de arquitectura del siglo XIX que posee reminiscencias clásicas (pilastras estriadas y capiteles corintios, ménsulas y volutas jónicas), italianizantes (arcos de medio punto y aires de logia en planta alta), renacentistas españolas o platerescas (arquitrabes, frisos, cornisas y balaustres ornamentados profusamente, destacándose cabezas de ángeles, hojas, flores y medallones, rejas, y baranda interior de hierro forjado remachado).
También, en los estudios citados se refiere que la estructura de la cubierta es de cabreadas de perfiles de hierro que soportan la techumbre de chapa de hierro galvanizado a dos aguas y el cielorraso suspendido plano y artesonado. Los entrepisos de hormigón armado y los muros de ladrillo común revocado.
El acceso a la sala teatral situado en el eje central, contiene el foyer, la boletería, kiosco, los sanitarios y las escaleras de acceso a los palcos altos, la oficina de administración y la cabina de proyección. La sala teatral con la estructura del teatro a la italiana tiene escenario al frente.

## Usos del edificio
Planta baja sala de cine-teatro y kiosco. La planta alta: es sede del Viceconsulado de España y de la Comisión Directiva de la Asociación Española (biblioteca, sala de reuniones, y oficinas).

## Datos Accesorios
En suma, el edificio del Teatro Español de la ciudad de Comodoro Rivadavia, consta de las siguientes características:
- Superficie lote: 250 m²

- Superficie edificada: 2300 m²

- Datos catastrales: Sección: 1. Parcela: 21.Lote: 3. Manzana: 18.

- Denominación histórica: Teatro Español. Salón Social de la Asociación Española de Socorros Mutuos / Teatro Español / Cine Teatro Español (1993 a la fecha).

- Datos Legales: Propietario original y actual: Asociación Española de Socorros Mutuos

- Concesionaria actual: empresa Sudestada

- Dirección de obra: Ing. Toribio Larrea, español, quien pertenecía a la Comisión Directiva de la Asociación Española.

## Proyecto de Ley
El Senado y Cámara de Diputados proclamaron lo siguiente:

Artículo 1º.- Declárese monumento histórico nacional al edificio del “Teatro Español”, ubicado en la calle San Martín 668/674, de la Ciudad de Comodoro Rivadavia, Provincia del Chubut. 

Artículo 2º.- A los fines dispuestos en el artículo 1º de la presente, el citado bien queda amparado en las disposiciones de las leyes 12.665 y 25.197.
Artículo 3º.- La Comisión Nacional de Museos y de Monumentos y Lugares Históricos convendrá con el titular del inmueble los términos y alcances de la cooperación a brindar por aquella a efectos de la mejor preservación, conservación y guarda del edificio que se declara monumento histórico nacional por esta ley.
Artículo 4º.- La Comisión Nacional de Museos y de Monumentos y Lugares Históricos practicará las inscripciones correspondientes en el Registro Nacional de Bienes Históricos e Históricos Artísticos con la referencia “Monumento Histórico Nacional Teatro Español de Comodoro Rivadavia” y en los registros catastrales y de la Propiedad Inmueble que correspondan.

Artículo 5º.- Comuníquese al Poder Ejecutivo.

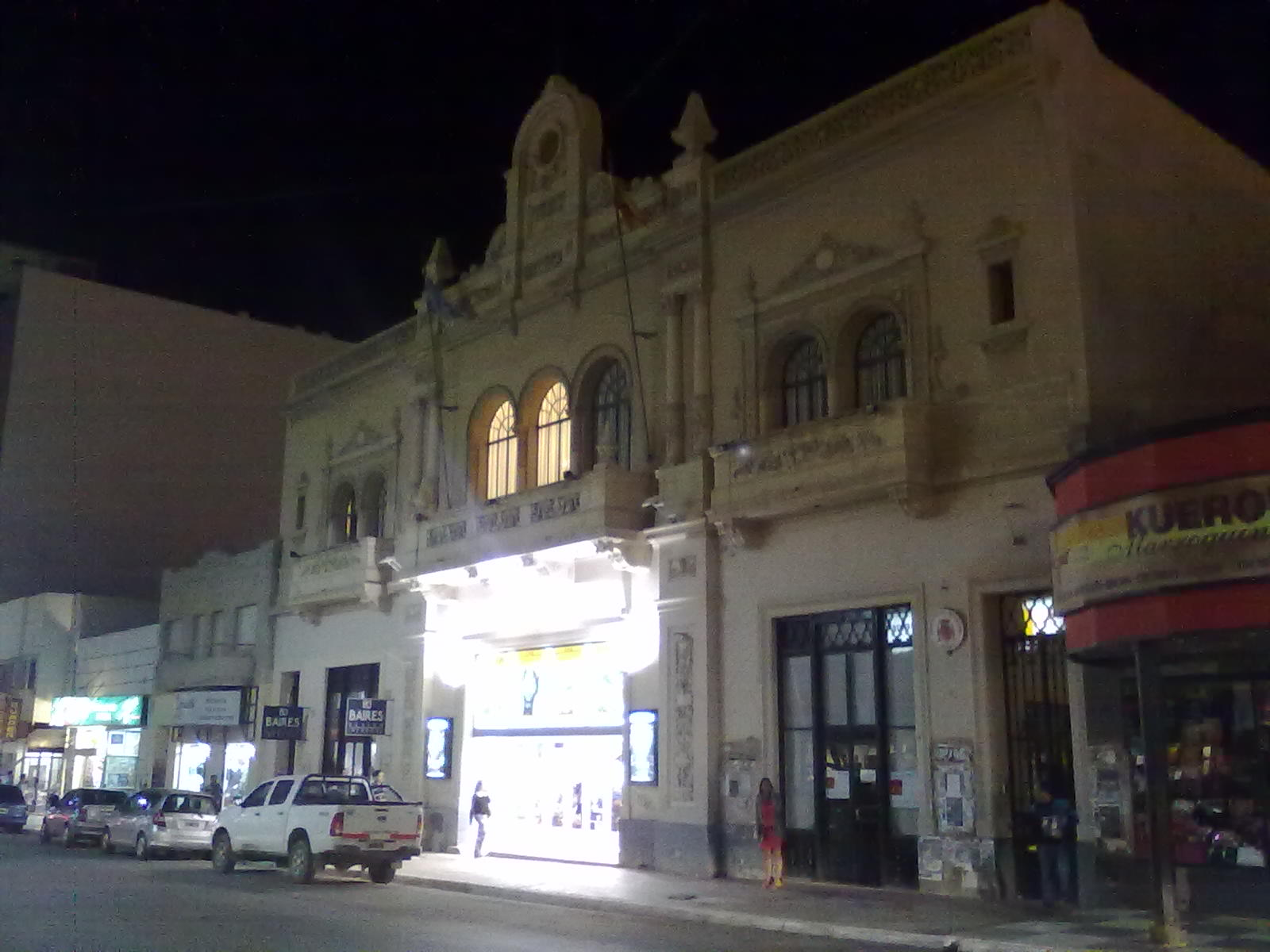
La espectacular y singular fachada del cine teatro se reluce en la calle principal de la ciudad de Comodoro Rivadavia.

Marcelo A. H. Guinle